# Marray
Marray ist eine französische Gemeinde mit 489 Einwohnern (Stand: 1. Januar 2022) im Département Indre-et-Loire in der Region Centre-Val de Loire; sie gehört zum Arrondissement Chinon und zum Kanton Château-Renault. Die Bewohner werden Marraysiens und Marraysiennes genannt.

## Geographie
Marray liegt am Fluss Dême in der Landschaft Gâtine, etwa 25 Kilometer nördlich von Tours. Umgeben wird Marray von den Nachbargemeinden Chemillé-sur-Dême im Nordwesten und Norden, Les Hermites im Nordosten, La Ferrière im Osten, Saint-Laurent-en-Gâtines im Südosten, Beaumont-la-Ronce im Süden sowie Louestault im Westen.

## Bevölkerungsentwicklung
| Jahr                       | 1962 | 1968 | 1975 | 1982 | 1990 | 1999 | 2006 | 2013 | 2021 |
| Einwohner                  | 414  | 348  | 301  | 272  | 262  | 337  | 391  | 434  | 482  |
| Quellen: Cassini und INSEE |      |      |      |      |      |      |      |      |      |

## Sehenswürdigkeiten
- Pfarrkirche Saint-Pierre mit Ursprüngen aus dem 11. und 12. Jahrhundert
- Schloss La Roche-d’Alès aus dem 16. Jahrhundert mit späteren Erweiterungen und Umbauten
- Schloss La Pénissière aus dem 15. Jahrhundert mit Abriss und Neubau des Hauptgebäudes im 19. Jahrhundert
- Herrenhaus im Weiler Mauny aus dem 15. Jahrhundert
- Wohnhaus, genannt „Le Chateau“ aus dem 16./17. Jahrhundert, könnte bis 1652 Sitz der Grundherrschaft gewesen sein

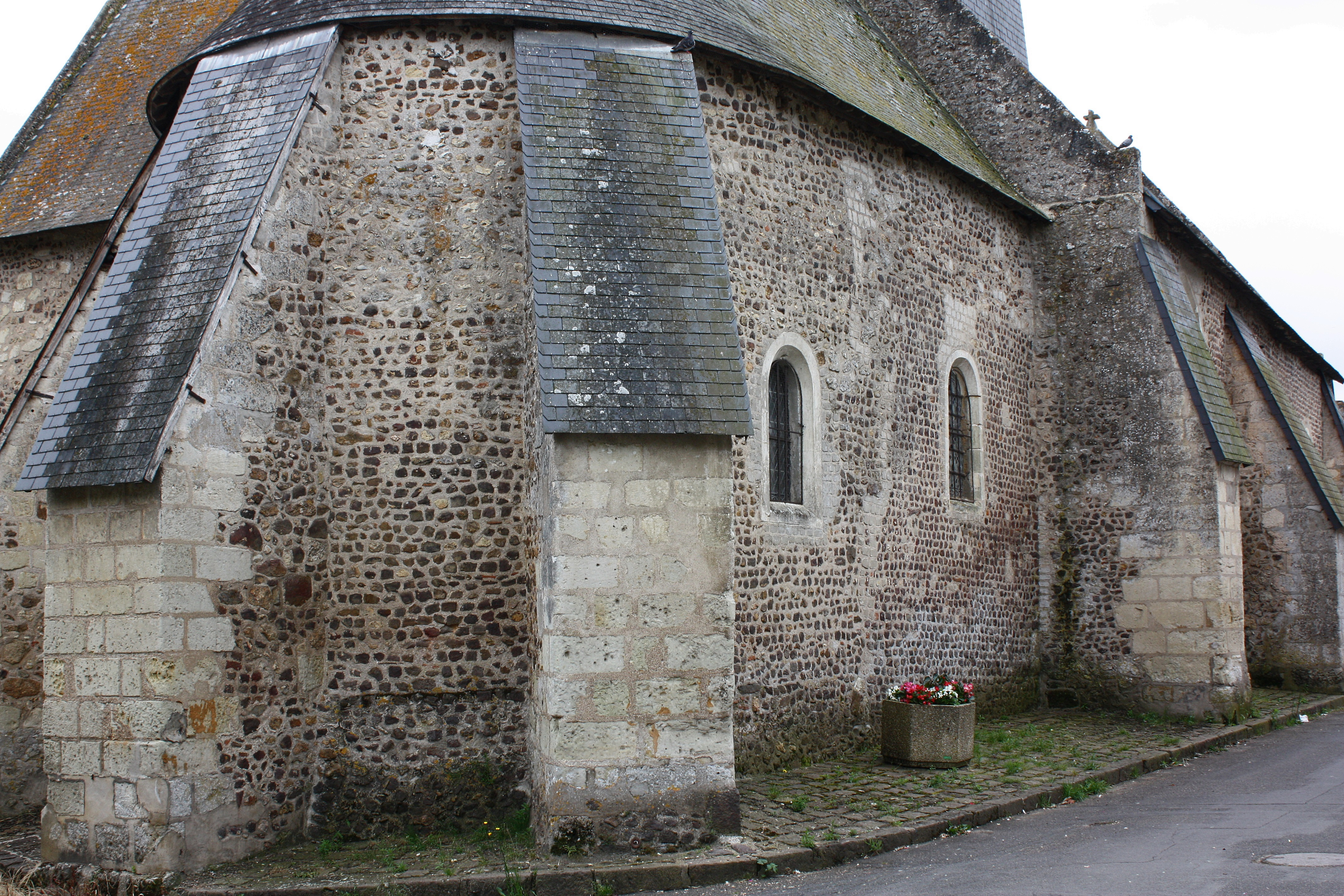
Kirche Saint-Pierre